# Melanagromyza olgae
Melanagromyza olgae este o specie de muște din genul Melanagromyza, familia Agromyzidae, descrisă de Erich Martin Hering în anul 1922.
Este endemică în Germania. Conform Catalogue of Life specia Melanagromyza olgae nu are subspecii cunoscute.